# Mauricio Sperduti
Mauricio Sperduti, né le 16 février 1986, est un footballeur argentin évoluant actuellement au poste de milieu latéral droit.

## Biographie
Sperduti joue à deux reprises pour l'Argentine : le 16 mars 2011 contre le Venezuela, et le 20 avril de la même année contre l'Équateur.